# Piekło (Dolina Starorobociańska)
Piekło – żleb na zachodnich stokach masywu Ornaku w Tatrach Zachodnich. Znajduje się w odległości nieco ponad 700 m na południe od Starorobociańskiej Polany. Jest to niewielki żleb w dolnej części porośniętych lasem południowo-zachodnich stoków Suchego Wierchu Ornaczańskiego. Opada spod Banistego, przecina czarny szlak turystyczny i na wysokości około 1170 m uchodzi do koryta Starorobociańskiego Potoku. Dnem żlebu spływa niewielki potok.
Górną część żlebu Piekło przecina jeszcze inna droga. Jest to nieznakowana hawiarska droga, którą dawniej zwożono urobek ze sztolni w Banistem. Od dna Doliny Starorobociańskiej naprzeciwko polany Dudówka prowadziła stokami Ornaku, znacznie powyżej obecnego czarnego szlaku turystycznego.